# La Comédie tragique ou la Tragédie comique de Mr. Punch
La Comédie tragique ou la Tragédie comique de Mr. Punch (The Tragical Comedy or Comical Tragedy of Mr. Punch) est une bande dessinée des Britanniques Neil Gaiman (scénario) et Dave McKean (dessin) publiée en 1994 au Royaume-Uni par Gollancz et l'année suivante aux États-Unis par Vertigo. Elle a été publiée en français en 1997 par les éditions Reporter.

## Thématique
L'histoire suit les souvenirs d'enfance du narrateur, qui se rappelle les moments passés chez ses grands-parents : des parties de pêche, un grand-oncle bossu, la trahison des enfants par les adultes, la violence, voire un meurtre. Elle reprend la trame d'une histoire traditionnelle du spectacle de marionnettes Punch et Judy : « The Oldest, the Wisest Play ».

## Documentation
- Franck Aveline, « La Comédie tragique ou la Tragique comédie de Mr. Punch », dans L'Indispensable n°1, juin 1998, p. 69.
- Paul Gravett (dir.), « De 1990 à 1999 : La Comédie tragique ou la Tragique Comédie de Mr. Punch », dans Les 1001 BD qu'il faut avoir lues dans sa vie, Flammarion, 2012 (ISBN 2081277735), p. 620.